# Дружба Пере Квржице (филм)
Дружба Пере Квржице је југословенски филм из 1970. године. Режирао га је Владимир Тадеј, а сценарио су писали Мато Ловрак и Владимир Тадеј.

## Радња
Филм говори о групи сеоских дечака који оснивају дружину под вођством најинтелигентнијег међу њима, Пере. Дружина одлучи преуредити стару и напуштену воденицу на крају села. Воденица је  затворена због неслоге сељака, од чега највише користи има власник парног млина. Да би задржао муштерије он је спреман и на мито како воденица не би поновно прорадила. Перина дружина не жели попустити под притиском корумпираних сељана.

## Улоге
| Глумац            | Улога                            |
| ----------------- | -------------------------------- |
| Младен Васари     | Перо Квржица                     |
| Инге Апелт        | Перова мајка                     |
| Адем Чејван       | Перин отац                       |
| Љубо Дијан        | Фотограф                         |
| Дубравка Доловчак | Јаница                           |
| Борис Дворник     | Јозо полицајац                   |
| Мато Ерговић      | Газда Марко                      |
| Никица Халузан    | Будала                           |
| Зоран Хаврле      | Медо                             |
| Берислав Кокот    | Дивљак                           |
| Владимир Леиб     | Пипничар                         |
| Звонко Лепетић    |                                  |
| Вера Мишита       | Начелникова жена                 |
| Антун Налис       | Велечасни                        |
| Марина Немет      | Марија                           |
| Круно Валентић    | Шумар                            |
| Антун Врдољак     | Учитељ                           |
| Борис Вујовић     | Мило дијете                      |
| Предраг Вуковић   | Шило                             |
| Зденка Трах       | Мајка милог детета (као З. Трах) |